# NGC 3648
NGC 3648 é uma galáxia lenticular (S0) localizada na direcção da constelação de Ursa Major. Possui uma declinação de +39° 52' 37" e uma ascensão recta de 11 horas, 22 minutos e 31,3 segundos.
A galáxia NGC 3648 foi descoberta em 18 de Março de 1831 por John Herschel.